# Alfa Gorzów Wielkopolski
Alfa Gorzów Wielkopolski – polski męski klub piłki wodnej z siedzibą w Gorzowie Wielkopolskim.

## Historia klubu
Klub został założony w 2012 roku przez Sebastiana Żabskiego oraz Bartosza Naudziusa. Wcześniej jedynym klubem piłki wodnej w Gorzowie Wielkopolskim był GKPW-59 – dawna sekcja Stilonu. Po dwóch sezonach 2016/2017 i 2017/2018 spędzonych w I lidze oraz wygranym barażu przeciwko UKS Neptun Łódź udało mu się awansować do ekstraklasy. Pierwsze zwycięstwo w najwyższej klasie rozgrywkowej klub odniósł 10 listopada 2018 roku przeciwko WTS Polonii Bytom wynikiem 7:5 przed własną publicznością.

## Sukcesy[8]
Krajowe
Mistrzostwa Polski
- 2. miejsce: 2024, 2025
- 3. miejsce: 2020, 2023

Puchar Polski
- 1. miejsce: 2024
- 2. miejsce: 2025
- 3. miejsce: 2020

Młodzieżowe
Mistrzostwa Polski Młodzieżowca U-23
- 2. miejsce: 2023, 2024
- 3. miejsce: 2021

Mistrzostwa Polski juniorów
- 1. miejsce: 2019, 2020
- 2. miejsce: 2021, 2024